# Пер Хенрик Линг
Пер Хенрик Линг (на шведски: Pehr Henrik Ling) е шведски физиотерапевт.
Роден е на 15 ноември 1776 година в Сьодра Юнга в Смоланд в семейството на свещеник. От 1793 година следва богословие в Лундския университет и се дипломира в Упсалския университет през 1799 година. През следващите години работи като учител и пътува в Дания, Германия, Франция и Англия, където се занимава и с гимнастика и фехтовка. От 1805 година преподава фехтовка в Лундския университет. През следващите години, отбелязвайки положителния ефект от физическите упражнения върху ревматизма, от който страда, той разработва собствена система от гимнастически упражнения. През 1813 година оглавява новооснования Кралски гимнастически централен институт в Стокхолм, който популяризира лечебната гимнастика и подготвя голям брой инструктори.
Пер Хенрик Линг умира от туберкулоза на 3 май 1839 година в Стокхолм.